# 21
Anul 21 (XXI) a fost un an obișnuit  al calendarului iulian, cunoscut sub numele de Anul Consulatului lui Tiberius și Drusus (anul 774 Ab urbe condita). 

## Evenimente
- Revolta tribului gallic Aedui sub Iulius Florus și Iulius Sacrovir; răscoala este suprimată de Gaius Silius.
- Împăratul Tiberiu este numit consul roman pentru a patra oară.
- Romanii creează un stat tampon pe teritoriul Quazilor, în sudul Slovaciei.
- Barăcile sunt construite pentru Garda Pretoriană, pe Quirinal (situat pe Șapte Dealuri ale Romei).
- Regele Daeso din Dongbuyeo este ucis în lupta împotriva armatelor din Goguryeo, conduse de al treilea conducător al său, regele Daemusin.
- Fabricarea stilourilor și a instrumentelor de scris metalice începe la Roma.

## Decese
- dată necunoscută: Arminius  (n. 17 î.Hr.)

- Arminius, lider militar german (n. 18/17 î.Hr.)
- Clutorius Priscus, poet roman (n. C. 20 î.Hr.)
- Daeso din Dongbuyeo, rege coreean (n. 60 î.Hr.)
- Marcus Valerius Messalla Barbatus, consul roman (n. 11 î.Hr.)
- Publius Sulpicius Quirinius, guvernator roman (n. C. 51 î.Hr.)
- Wang (sau Xiaomu), împărăteasă chineză a dinastiei Xin